# Universe (альбом Exo)
Universe (с англ. — «Вселенная»; кор. Universe – 겨울 스페셜 앨범) — шестой мини-альбом южнокорейского бой-бенда EXO. Он был выпущен лейблом SM Entertainment 26 декабря 2017 года.

## Релиз
14 декабря 2017 года было объявлено, что Exo выпустят свою шестой мини-альбом и четвертый альбом «Winter special» под названием Universe 21 декабря. После смерти их коллеги по лейблу Джонхёна из SHINee выпуск альбома был отложен. Universe и клип на ее заглавный трек были выпущены 26 декабря 2017 года.

## Сингл
Ведущий сингл «Universe» дебютировал на первом месте в графике Melon Realtime. «Universe», спродюсированная Шином Хюком и MREy, описывается как рок-баллада, которая рассказывает о том, как человек будет искать вселенную, чтобы найти свою любовь. Сингл дебютировал на втором месте в южнокорейском цифровом чарте Gaon. Он также возглавил Billboard Korea Kpop Hot 100 за первую неделю 2018 года.

## Промоушен
Exo впервые исполнили «Universe» 31 декабря на ежегодном шоу  MBC Gayo Daejejeon.

## Восприятие
После релиза «Universe» поклонники похвалили за использование нейтральных к полу местоимений, таких как «я», «и», «ты», вместо «он», и «она» в текстах.
Альбом дебютировал на вершине южнокорейского чарта Gaon и на втором месте в чарте Billboard World Albums.

## Трек-лист
Credits adapted from iTunes and ASCAP.
| №                   | Название                                             | Текст песни         | Музыка                                                                      | Длительность |
| ------------------- | ---------------------------------------------------- | ------------------- | --------------------------------------------------------------------------- | ------------ |
| 1.                  | «Universe»                                           | Yoon Sa-ra          | Hyuk Shin Mrey JJ Evans Jeff Lewis                                          | 4:24         |
| 2.                  | «Universe» (為心導航)                                | So Han              | Hyuk Shin Mrey JJ Evans Jeff Lewis                                          | 4:24         |
| 3.                  | «Been Through» (지나갈 테니)                         | Park Ji-hee JQ      | Mike Woods Kevin White Brandyn Burnette Molly Moore MZMC Heavy Rice n' Peas | 3:38         |
| 4.                  | «Stay»                                               | JQ Lee Ji-hye Sik-K | Cathy Dennis Robert Gerongco Samuel Gerongco Terence Lam                    | 3:51         |
| 5.                  | «Fall»                                               | JQ Mola MQ          | Mike Woods Kevin White Brandyn Burnette Molly Moore MZMC Heavy Rice n' Peas | 3:27         |
| 6.                  | «Good Night»                                         | Hyun Ji-won JQ      | Mike Woods Kevin White Brandyn Burnette Molly Moore MZMC Heavy Rice n' Peas | 3:31         |
| 7.                  | «Lights Out» (sung by Suho, Baekhyun, Chen and D.O.) | Chen                | Bane Scott Ryu Andrew "fiction." Holyfield Jason "Arner" Housman            | 3:06         |
| 8.                  | «Universe» (CD version)                              | Yoon Sa-ra          | Hyuk Shin Mrey JJ Evans Jeff Lewis                                          | 4:24         |
| Общая длительность: | Общая длительность:                                  | Общая длительность: | Общая длительность:                                                         | 30:45        |

## Чарты
| Чарты (2017–2018)                    | Позиции |
| ------------------------------------ | ------- |
| French Download Albums (SNEP)        | 73      |
| Japan (Billboard Japan)              | 20      |
| Japanese Albums (Oricon)             | 8       |
| Japanese Western Albums (Oricon)     | 1       |
| New Zealand Heatseeker Albums (RMNZ) | 8       |
| South Korean Albums (Gaon)           | 1       |
| США (Billboard Independent Albums)   | 26      |
| США (Billboard World Albums)         | 2       |

| Чарты (2017)               | Позиции |
| -------------------------- | ------- |
| South Korean Albums (Gaon) | 1       |

| Чарты (2017)               | Позиция |
| -------------------------- | ------- |
| South Korean Albums (Gaon) | 6       |

## Продажи
| Регион             | Продажи  |
| ------------------ | -------- |
| Китай (Xiami)      | 208,334+ |
| Япония (Oricon)    | 20,917+  |
| Южная Корея (Gaon) | 547,943+ |

## Награды и номинации
| Год  | Номинация               | Что номинировано | Категория                       | Результат |
| ---- | ----------------------- | ---------------- | ------------------------------- | --------- |
| 2017 | Gaon Chart Music Awards | Universe         | Album of the Year – 4th Quarter | Номинация |
| 2018 | Melon Music Awards      | Universe         | Album of the Year (Daesang)     | Номинация |

### Music program awards
| Песня      | Программа              | Дата            |
| ---------- | ---------------------- | --------------- |
| «Universe» | M Countdown (Mnet)     | 4 января,, 2018 |
| «Universe» | Music Bank (KBS)       | 5 января, 2018  |
| «Universe» | Music Bank (KBS)       | 12 января, 2018 |
| «Universe» | Show! Music Core (MBC) | 6 января, 2018  |